# Composiete orde

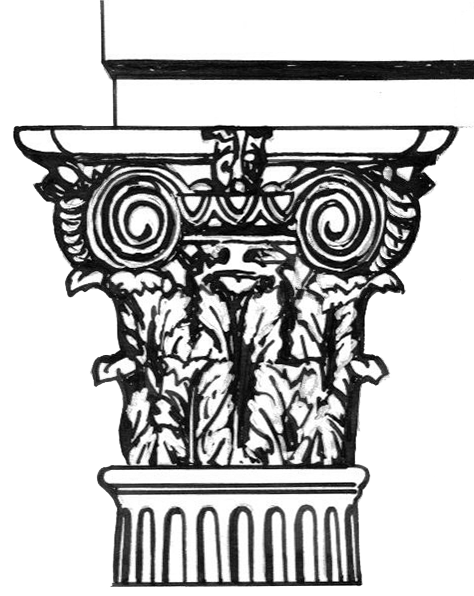
Kapiteel van een composietzuil

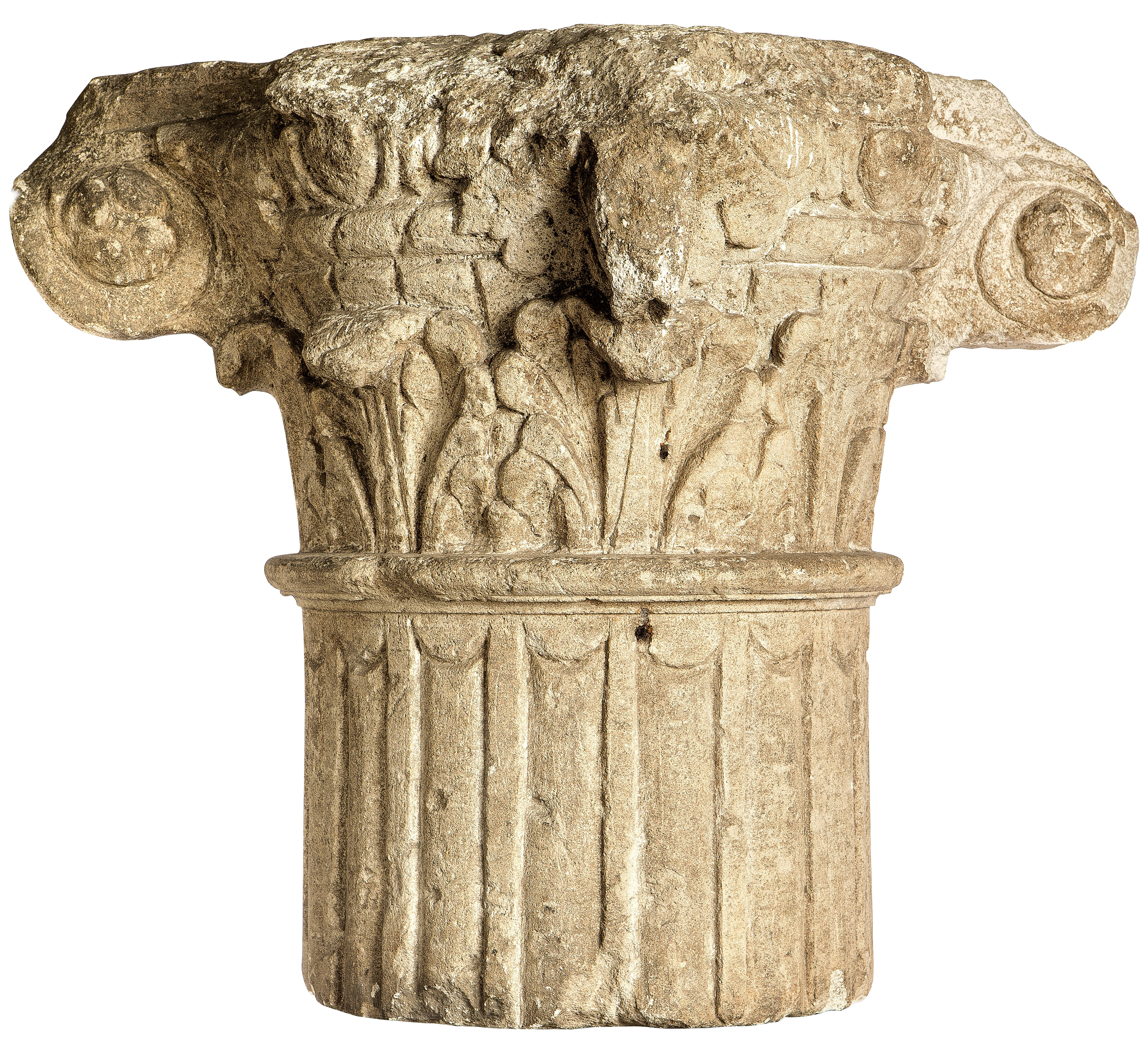
Composietkapiteel in kalksteen, 100-200 n.Chr., gevonden in Tongeren (Gallo-Romeins Museum, Tongeren)

Een composietzuil, of de composiete orde, is een bouworde, een eigen ontwikkeling van de Romeinse bouwkunst en is een van de latere bouwstijlen. De orde is een samenstel van de Ionische en de Korinthische orde: een deel van de Ionische en een deel van de Korinthische kenmerken worden overgenomen. Dit is duidelijk op te maken uit het kapiteel, waarin de acanthusbladeren van de Korinthische orde met de voluten van de Ionische orde zijn gecombineerd (ook wel composietkapiteel genoemd, tevens voluutkapiteel). Wegens zijn sierlijke en elegante uiterlijk was het een geliefkoosde bouwstijl.
De Romeinen mengden deze stijlen bij voorkeur bij triomfbogen, zoals de triomfboog van Titus (een van de vroegste toepassingen op een openbaar gebouw).
Later werd de composiete orde vooral in de architectuur van de renaissance en het classicisme toegepast.
De composiete orde is momenteel nog te zien bij veel stadhuizen, bijvoorbeeld dat van Brugge.
Net zoals de Toscaanse zuilenconstructie rust de composietorde op een plinthe (onderplaat) en een torus (bolronde plaat), waarmee de Romeinse invloed aangetoond kan worden.

## Italiaanse renaissance
In de Italiaanse renaissancebouwkunst werd de klassieke zuilenorden nieuw leven ingeblazen. Er werd nauwkeurig vastgelegd hoe zuilen en hoofdgestel dienden te worden gedetailleerd. Zo werd ook de Composiete orde in de zestiende eeuw beschreven en getekend door Italiaanse architectuurtheoretici, zoals Sebastiano Serlio in zijn architectuurtractaat (1537-1551), Giacomo Barozzi da Vignola en Andrea Palladio.